# كين رايت (ميكانيكي)
كين رايت (بالإنجليزية: Ken Wright)‏ هو ميكانيكي أمريكي، ولد في 1940.